# Catherine Murphy (Leichtathletin)
Catherine Ann Murphy (* 21. September 1975 in Sheffield) ist eine ehemalige britische Sprinterin, die sich auf den 200- und 400-Meter-Lauf spezialisiert hatte.
Murphy, deren Eltern aus Wales stammen, startete für Wales bei den Commonwealth Games 2002 und 2006. Bei den Leichtathletik-Hallenweltmeisterschaften 2003 in Birmingham wurde sie im 400-Meter-Lauf Vierte.
Bei den Olympischen Spielen 2004 in Athen belegte sie im Staffellauf über 4 × 400 m mit dem britischen Quartett den vierten Platz. Sechs Jahre gestand die US-Amerikanerin Crystal Cox, nachdem die amerikanische Anti-Doping-Behörde USADA gegen sie ermittelt hatte, Doping mit anabolen Steroiden betrieben zu haben. Darunter fiel auch der Olympiasieg in der Staffel. Cox wurde mit einer vierjährigen Sperre belegt, und alle Resultate seit dem 3. November 2001 wurden annulliert. Das IOC entzog ihr 2012 die Goldmedaille. Da Cox jedoch nur im Vorlauf angetreten war, behielten die anderen US-Amerikanerinnen ihre Medaillen und die britische Staffel um Murphy rückte nicht in die Medaillenränge auf.
Bei den Leichtathletik-Halleneuropameisterschaften 2005 in Madrid gewann Murphy mit der britischen 4-mal-400-Meter-Staffel der Frauen die Bronzemedaille.